# Chiriet-Lunga
Chiriet-Lunga (en rumano: Chiriet-Lunga; en gagauzo: Kiriyet) es una comuna y pueblo de la unidad territorial autónoma de Gagaúzia, al sur de Moldavia.

## Toponimia
El nombre del asentamiento en otros idiomas de importancia en el asentamiento es Kiriet-Lunga (en ruso: Кириет-Лунга; en ucraniano: Кірієт-Лунга).

## Geografía
Chiriet-Lunga se encuentra a orillas del río Lunga, 4 km al suroeste de la frontera con Ucrania y a 23 km al sureste de Comrat. 

## Historia
El pueblo de Chiriet-Lunga fue fundado en 1797 por inmigrantes gagaúzos de los Balcanes. 

## Demografía
La evolución de la población de Chiriet-Lunga entre 2004 y 2014 fue la siguiente:
| 2498                         | 2516 | 2279 |
| (Fuente: Localitati Moldova) |      |      |

Según el censo de 2004, los gagaúzos representaban el 92,55% de la población; los rumanos, el 2,16%; los búlgaros de Besarabia, el 1,48%; los rusos, el 1,40%; y los ucranianos, el  1,28%.

## Personas destacadas
- Dmitri Todoroglo (1944): político moldavo que fue ministro de Agricultura en el primer gabienete de Vasile Tarlev.